# Zdzisław Pazdro

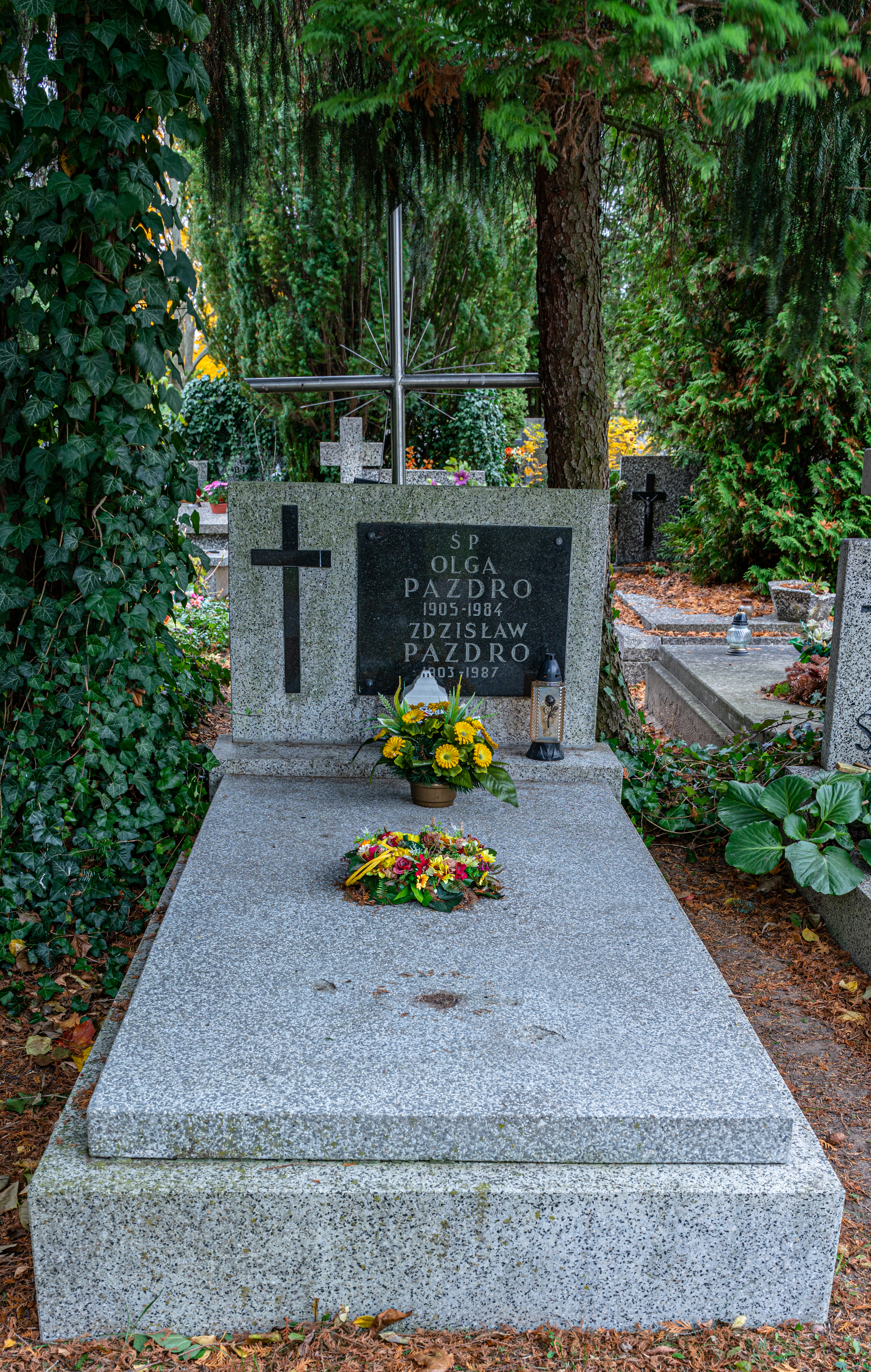
Grób Zdzisława Pazdry na cmentarzu Komunalnym Północnym w Warszawie

Zdzisław Pazdro (ur. 13 października 1903 we Lwowie, zm. 23 lipca 1987 w Warszawie) – polski hydrogeolog. Twórca polskiej szkoły hydrogeologicznej.

## Życiorys
Jako 15-letni uczeń C. K. IV Gimnazjum we Lwowie walczył w 1 Pułku Strzelców Lwowskich w obronie Lwowa (do kwietnia 1919). Dwa lata później, 5 sierpnia 1920, w wieku siedemnastu lat zgłosił się we Włocławku, na ochotnika, do walki z bolszewikami. Został odznaczony Krzyżem Obrony Lwowa, odznaka pamiątkową V Odcinka „Obrony Lwowa” (Szkoła Sienkiewicza), Odznaką Pamiątkową Ochotników Artylerii 1920.
W 1921, po ukończeniu szkoły średniej, wstąpił na Wydział Matematyczno-Przyrodniczy Uniwersytetu Jana Kazimierza we Lwowie. Specjalizował się w geologii i paleontologii pod kierunkiem prof. Wojciecha Rogali i prof. Juliana Tokarskiego. Studia kończy w roku 1925. Doktoryzował się w roku 1926 na podstawie pracy pt. Mszywioły z łupków menilitowych w Skalniku i ich znaczenie stratygraficzne. W roku 1934 habilitował się z geologii na Uniwersytecie Jana Kazimierza we Lwowie na podstawie pracy pt. Pasmo Gór Czywczyńskiego. Po studiach wyjechał na roczny staż geologiczny na Uniwersytet w Lozannie do prof Maurycego Lugeona. W październiku 1936 otrzymał prawo veniam legendi z zakresu geologii na Wydziale Matematyczno-Przyrodniczym Uniwersytetu Jana Kazimierza we Lwowie. Do 1939 pracował jako asystent, starszy asystent i docent na Uniwersytecie Jana Kazimierza.
Podczas wojny w latach 1940–1941 pracował w Instytucie Politechnicznym we Lwowie na stanowisku pomocniczego pracownika nauki, a następnie w latach 1942–1944 na Kursach Technicznych we Lwowie na stanowisku asystenta. Podczas okupacji niemieckiej Lwowa był również zastępcą prezesa i kierownikiem działu szkolnictwa Zarządu Okręgowego Stronnictwa Narodowego. Od maja do sierpnia 1943 aresztowany przez gestapo, wypuszczony po wkroczeniu Armii Czerwonej do Lwowa. Został zatrudniony jako geolog w Ukraińskim Kombinacie Naftowym. W latach 1945–1946 aresztowany przez NKWD (po półrocznym śledztwie) za działalność patriotyczną, więziony w Złoczowie z zamiarem zesłania na wschód.

Uczony naraził się, stwierdzając publicznie, że PKWN - nie reprezentuje większości społeczeństwa polskiego i nie mając zgody rządu w Londynie - nie miał prawa podpisywać porozumienia o przesiedleniu. Zapowiedział też, że Polacy dobrowolnie opuszczą ziemie kresowe tylko w przypadku, gdy Moskwa otrzyma zgodę na ich objęcie od Anglii i Stanów Zjednoczonych. Następstwem tego typu otwartości w głoszeniu własnych poglądów mogło być tylko aresztowanie.

Na wniosek Politechniki Gdańskiej zwolniony z zesłania i powołany na kierownika Katedry Geologii na Wydziale Inżynierii Lądowej Politechniki Gdańskiej, na podstawie porozumienia między ZSRR a Polską o zwrocie kadr naukowych. W latach 1946–1958 był profesorem na Politechnice Gdańskiej, w roku 1958 na prośbę Rady Wydziału Geologii Uniwersytetu Warszawskiego przeniósł się do Warszawy, gdzie objął kierownictwo Zakładu Hydrogeologii w Instytucie Hydrogeologii i Geologii Inżynierskiej.
W latach 1953–1954 pełnił funkcję dziekana Wydziału Budownictwa Wodnego Politechniki Gdańskiej, a w latach 1965–1968 pełnił funkcję dziekana Wydziału Geologii Uniwersytetu Warszawskiego.
Był członkiem Komitetu Geologicznego PAN, przez kilkanaście lat pełnił funkcję prezesa Oddziału Warszawskiego PTG.
Pochowany na Cmentarzu Komunalnym Północnym w Warszawie.
Był synem prof. Zbigniewa Pazdro i ojcem prof. Przemysława Pazdro.

## Wybrane publikacje
- Hydrogeologia ogólna, Wydawnictwa Geologiczne, Warszawa 1964
- (pod redakcją) Słownik hydrogeologii i geologii inżynierskiej, Wydawnictwa Geologiczne, Warszawa 1964